# 南条村 (千葉県)
南条村（なんじょうそん）とは、千葉県匝瑳郡にかつて存在した村である。

## 地理
- 現在の横芝光町、旧光町の中部に位置する。
- 村域は台地と平地が入り組む谷戸が多い地形になっている。

## 歴史

### 村名の由来
- 古く、匝瑳南条荘に属したといわれることから。現在は横芝光町立南条小学校等にその名をとどめる。

### 沿革
- 1889年（明治22年）4月1日 - 町村制施行に伴い、母子村・小田部村・台村・小川台村・傍示戸村・富下村・虫生村・芝崎村・両国新田が合併して匝瑳郡南条村が発足。
- 1954年（昭和29年）5月3日 - 南条村は白浜村･東陽村･日吉村とともに合併し光町が発足。南条村は消滅。

変遷表
| 1868年 以前 | 1868年 以前 | 明治22年 4月1日 | 昭和29年 5月3日 | 平成18年 3月27日 | 現在     |
| ----------- | ----------- | --------------- | --------------- | ---------------- | -------- |
|             | 小川台村    | 南条村          | 光町            | 横芝光町         | 横芝光町 |
|             | 台村        | 南条村          | 光町            | 横芝光町         | 横芝光町 |
|             | 小田部村    | 南条村          | 光町            | 横芝光町         | 横芝光町 |
|             | 傍示戸村    | 南条村          | 光町            | 横芝光町         | 横芝光町 |
|             | 虫生村      | 南条村          | 光町            | 横芝光町         | 横芝光町 |
|             | 富下村      | 南条村          | 光町            | 横芝光町         | 横芝光町 |
|             | 芝崎村      | 南条村          | 光町            | 横芝光町         | 横芝光町 |
|             | 母子村      | 南条村          | 光町            | 横芝光町         | 横芝光町 |
|             | 両国新田    | 南条村          | 光町            | 横芝光町         | 横芝光町 |

## 人口・世帯

### 人口
総数 [単位： 人]
| 1891年（明治24年） | 1,536 |
| 1920年（大正 9年） | 1,638 |
| 1930年（昭和 5年） | 1,699 |
| 1954年（昭和29年） | 2,179 |

### 世帯
総数 [単位： 世帯]
| 1920年（大正 9年） | 313 |
| 1954年（昭和29年） | 379 |

## 交通

### 道路
- 二級国道
  - 国道126号